# Bryconaethiops quinquesquamae
Bryconaethiops quinquesquamae es una especie de peces de la familia Alestidae en el orden de los Characiformes.

## Morfología
Los machos pueden llegar alcanzar los 11 cm de longitud total.
- Número de  vértebras: 34-37.[1][2]

## Hábitat
Es un pez de agua dulce y de clima tropical.

## Distribución geográfica
Se encuentran en África: Nigeria y el Camerún. 